# Lauren Weedman
Pour les articles homonymes, voir Wedmann.
Lauren Weedman (née le 5 mars 1969) est une actrice américaine. Elle est principalement connue pour son rôle dans la série Looking.

## Biographie
Lauren Weedman a été adoptée et a grandi à Indianapolis avant de déménager à Seattle en 1995. Elle a été mariée au scénariste Michael Neff jusqu'en 2003.
Elle déménage ensuite à Santa Monica et se marie en 2012 avec le réalisateur Jeff Weatherford avec lequel elle a un garçon, Leo. Elle divorce l'année suivante.

## Filmographie

### Télévision
| 2021      | Special (netflix)                           | Année                               | Titre | Rôle |
| 2019      | Santa Clarita Diet                          | Amanda                              |       |      |
| 2018      | Will et Grace (Will & Grace)                | Cheryl                              |       |      |
| 2017      | Tarantula                                   | Bess (voix)                         |       |      |
| 2017      | Playing House                               | Cookie                              |       |      |
| 2017      | Graves                                      | Bonnie Clegg                        |       |      |
| 2016      | Looking: The Movie                          | Doris                               |       |      |
| 2014–2015 | Looking                                     | Doris (rôle récurrent)              |       |      |
| 2014–2015 | Kittens in a Cage                           | Lois                                |       |      |
| 2013      | 2 Broke Girls                               | Shayne                              |       |      |
| 2013      | Dads                                        | Responsable des ressources humaines |       |      |
| 2013      | Masters of Sex                              | La mère des quadruplets             |       |      |
| 2013      | Arrested Development                        | Twink                               |       |      |
| 2012      | New Girl                                    | Mysteria                            |       |      |
| 2011      | 4th Critics' Choice Television Awards       | Elle-même                           |       |      |
| 2011      | Childrens Hospital                          | Mère en colère                      |       |      |
| 2010      | True Blood                                  | La Donna                            |       |      |
| 2009–2010 | Hung                                        | Horny Patty                         |       |      |
| 2009–2010 | Our Show                                    |                                     |       |      |
| 2008      | United States of Tara                       | Heidi Sawyer                        |       |      |
| 2000–2007 | I Love the New Millennium                   | Elle-même                           |       |      |
| 2007      | Larry et son nombril (Curb Your Enthusiasm) | Infirmière                          |       |      |
| 2006      | Talkshow with Spike Feresten                | Elle-même                           |       |      |
| 2005      | I Love Toys                                 | Elle-même                           |       |      |
| 2005      | I Love the Holidays                         | Elle-même                           |       |      |
| 2005      | I Love the 80s 3-D                          | Elle-même                           |       |      |
| 2005      | I Love the 90s: Part Deux                   | Elle-même                           |       |      |
| 2005      | World Cup Comedy                            | Elle-même                           |       |      |
| 2004      | Pryor Offenses                              | Jenine                              |       |      |
| 2004      | CMT: 20 Merriest Christmas Videos           | Elle-même                           |       |      |
| 2004      | A2Z                                         | Elle-même                           |       |      |
| 2004      | Reno 911, n'appelez pas ! (Reno 911!)       | Femme hystérique                    |       |      |
| 2001–2002 | The Daily Show with Jon Stewart             | Elle-même                           |       |      |
| 2001–2002 | Best Week Ever with Paul F. Tompkins        | Elle-même                           |       |      |
| 1997–1999 | Almost Live!                                | Elle-même                           |       |      |

### Cinéma
| Année | Titre                                            | Rôle              |
| ----- | ------------------------------------------------ | ----------------- |
| 2006  | Son ex et moi (The Ex)                           | Alice             |
| 2007  | The Kitty Landers Show                           | Laurette T. Hinch |
| 2009  | Dans ses rêves (Imagine That)                    | Rose              |
| 2009  | Crazy Night (Date Night)                         | Wendy             |
| 2011  | 50 Greatest                                      | Elle-même         |
| 2011  | Cinq ans de réflexion (The Five-Year Engagement) | Chef Sally        |
| 2014  | The Gambler                                      | Banker            |
| 2014  | Silent Shadows                                   | Val               |
| 2014  | Every Beautiful Thing                            | Magdalene         |
| 2016  | Joshy                                            | Isadora           |
| 2017  | Les Bonnes Sœurs (The Little Hours)              | Francesca         |
| 2017  | Wilson                                           | Cat Lady          |
| 2020  | Horse Girl de Jeff Baena                         | Cheryl            |

## Théâtre
- 2014 : Good For You (Tricklock Theater Company, Albuquerque, NM) - seul en scène
- 2014 : It's Not You It's Me (Talbott Street Theater, Indianapolis, IN) - seul en scène
- 2014 : Blame It On Boise (Boise Contemporary Theater, Boise, ID) - seul en scène
- 2014 : I Think You're Beautiful (Drexel University, Philadelphia, PA)
- 2013, 2015 : People's Republic of Portland (Portland Center Stage, Portland, OR) - seul en scène
- 2009 : No You Shut Up (Passage Theatre, NY, NY) - seul en scène
- 2008 : Wreckage (Theatre Babylon, Seattle, WA ; Bumbershoot Festival, Seattle, WA ; REDCAT New Works Festival, LA, CA  Highways Performance, Santa Monica, CA ; Tricklock Theatre Festival, Albuquerque, NM ; Ars Nova, NY, NY ; KEF Productions Solo Festival, Studio Theatre, NY, NY) - seul en scène
- 2007 : Bust (The Empty Space Theatre, Seattle, WA) - seul en scène
- 2004 : Move Your Meet, Strange Encounters in Public Spaces (Los Angeles)
- 2003 : Rash (The Empty Space Theatre, Seattle, WA ; Hudson Theatre, LA, CA) - seul en scène
- 2002 : Slow Boat to China (Bloomington Playwrights Project, Bloomington, IN)
- 2001 : They Got His Mouth Right (UCB Theatre, NY, NY ; P73 New Work Festival, NY, NY) - seul en scène
- 2000 : Amsterdam the Musical (The Empty Space Theatre, Seattle, WA ; Krane Theatre, NY, NY) - seul en scène
- 1999 : If Ornaments Had Lips (UCB Theatre, NY, NY ; On The Boards, Seattle, WA)
- 1998 : Yea, Tho I Walk/Huu (ACT Theatre, Seattle, WA ; Annex Theatre, Seattle, WA) - seul en scène
- 1998 : Texarkana Waltz (The Empty Space Theatre, Seattle, WA)
- 1997-2002 : Homecoming (On the Boards, Seattle ; Seattle Repertory Theatre, Seattle ; Off-Broadway Westside Theatre, NY, NY ; HBO's U.S.C.A., Aspen, CO ; Westbeth Theatre, NY, NY) - seul en scène
- 1996 : Pants on Fire (The Empty Space Theatre, Seattle, WA)